# Kommunalwahl in Köln 2009
Die Kommunalwahl in Köln 2009 fand im Rahmen der Kommunalwahlen in Nordrhein-Westfalen am 30. August 2009 statt. Bei der Wahl hatte jeder Kölner ab 16 Jahren, der Bürger eines EU-Staates ist, drei Stimmen: Eine Stimme für die Wahl des Oberbürgermeisters, eine Stimme für den Rat der Stadt Köln und eine Stimme für die Bezirksvertretung seines Stadtbezirks.
Auf Grund ihrer Größe steht der einwohnerreichsten Stadt Nordrhein-Westfalens ein Stadtrat mit mindestens 90 Stadträten zu.
Gewinner der Wahl waren Grüne und FDP, die an Wähleranteil, Ratsmandaten und Bezirksvertretern hinzugewannen. Verloren haben die CDU und die SPD. Durch den stärkeren Verlust bei der CDU wurde die SPD stärkste Partei im Rat. Linke und Pro Köln gewannen an Wähleranteil, die Anzahl ihrer Mandate blieb unverändert. In den Bezirksvertretungen gewann die Linke zwei Mandate. Die Freien Wähler verfehlten ihr Wahlziel Fraktionsstärke im Rat und wurden aus allen Bezirksvertretungen abgewählt. Die NPD verlor ihr einziges Bezirksvertretungs-Mandat in Kalk.
Jürgen Roters (SPD) erreichte bei der Oberbürgermeisterwahl als gemeinsamer Kandidat von SPD und Grünen die absolute Mehrheit.

## Parteien und Wählergruppen
Folgende bereits im Rat vertretenen Parteien traten zur Wahl an: CDU, SPD, Bündnis 90/Die Grünen, FDP, Die Linke, Pro Köln und Kölner Bürgerbündnis. Darüber hinaus stellten folgende bislang nicht im Rat vertretenen Parteien und Gruppen Wahlvorschläge (teilweise nicht für alle Bezirke): NPD, Ökologische Linke, ödp, LD, Alternative Bürgerinitiative Köln, Deine Freunde.

## Rat der Stadt Köln
In der XIV. Amtsperiode waren folgende Parteien im Kölner Rat vertreten: CDU, SPD, Grüne, FDP, Pro Köln, Linke.Köln, Kölner Bürger-Bündnis und zu Anfang der Amtszeit ein Republikaner, der zu Pro Köln gewechselt hat. Eine Mandatsträgerin verließ das Kölner Bürger-Bündnis, behielt aber ihr Mandat als Unabhängige.
Im Rat sind SPD und Grüne eine Koalition eingegangen.

### Umfrage zur Ratswahl
| Datum         | Institut        | Auftraggeber | CDU    | SPD    | FDP    | GRÜNE  | DIE LINKE | FW-KBB | Pro Köln | andere |
| ------------- | --------------- | ------------ | ------ | ------ | ------ | ------ | --------- | ------ | -------- | ------ |
| 29. März 2009 | Omniquest       | ksta         | 26,1 % | 35,1 % | 10,6 % | 19,6 % | 3,5 %     | 0,9 %  | 1,9 %    | 2,3 %  |
| August 2009   | Infratest dimap | ARD          | 30 %   | 29 %   | 7 %    | 21 %   | 5 %       | –      | 3 %      | 5 %    |

### Ergebnisse der Ratswahl
Für die Ratswahl 1994 galt noch die Fünf-Prozent-Hürde. Im Rat waren nur drei Parteien vertreten. Nach dem Fall der Sperrklausel erhöhte sich die Zahl der im Rat vertretenen Parteien und der durch die Ratsparteien vertretene Wähleranteil. 1999 waren es sechs Ratsparteien und 2004 waren bis zu 9 Parteien oder Wählergruppen im Rat vertreten. Durch Über- und Austritte verringerte sich die Zahl auf sieben und eine Fraktionslose Ratsherrin.
| Datum  | Wahl | CDU Nordrhein-Westfalen | CDU Nordrhein-Westfalen | SPD Nordrhein-Westfalen | SPD Nordrhein-Westfalen | Bündnis 90/Die Grünen | Bündnis 90/Die Grünen | FDP Nordrhein-Westfalen | FDP Nordrhein-Westfalen | pro Köln | pro Köln | Die Linke. Bis 2004: PDS | Die Linke. Bis 2004: PDS | Kölner Bürger-Bündnis | Kölner Bürger-Bündnis | Deine Freunde | Deine Freunde | Die Republikaner | Die Republikaner | GGS | GGS     |
| Datum  | Wahl | %                       | Mandate                 | %                       | Mandate                 | %                     | Mandate               | %                       | Mandate                 | %        | Mandate  | %                        | Mandate                  | %                     | Mandate               | %             | Mandate       | %                | Mandate          | %   | Mandate |
| 16.10. | 1994 | 33,9                    | 33                      | 42,5                    | 42                      | 16,2                  | 16                    | 3,5                     | –                       |          |          |                          |                          |                       |                       |               |               | 0,7              | –                |     |         |
| 12.09. | 1999 | 45,2                    | 43                      | 30,3                    | 29                      | 15,7                  | 15                    | 4,1                     | 4                       | 2,1      | 2        | 1,2                      | 1                        |                       |                       |               |               |                  |                  |     |         |
| 26.09. | 2004 | 32,7                    | 29                      | 31,0                    | 28                      | 16,6                  | 15                    | 7,4                     | 7                       | 4,7      | 4        | 3,0                      | 3                        | 1,7                   | 2                     | 0,9           | 1             | 0,6              | 1                |     |         |
| 30.08. | 2009 | 27,9                    | 25                      | 28,0                    | 25                      | 21,7                  | 20                    | 9,4                     | 9                       | 5,4      | 5        | 4,8                      | 4                        | 1,5                   | 1                     | 0,8           | 1             |                  |                  |     |         |

Der neue XV. Rat (2009)
Der alte XIV. Rat (2008)

## Oberbürgermeisterwahl

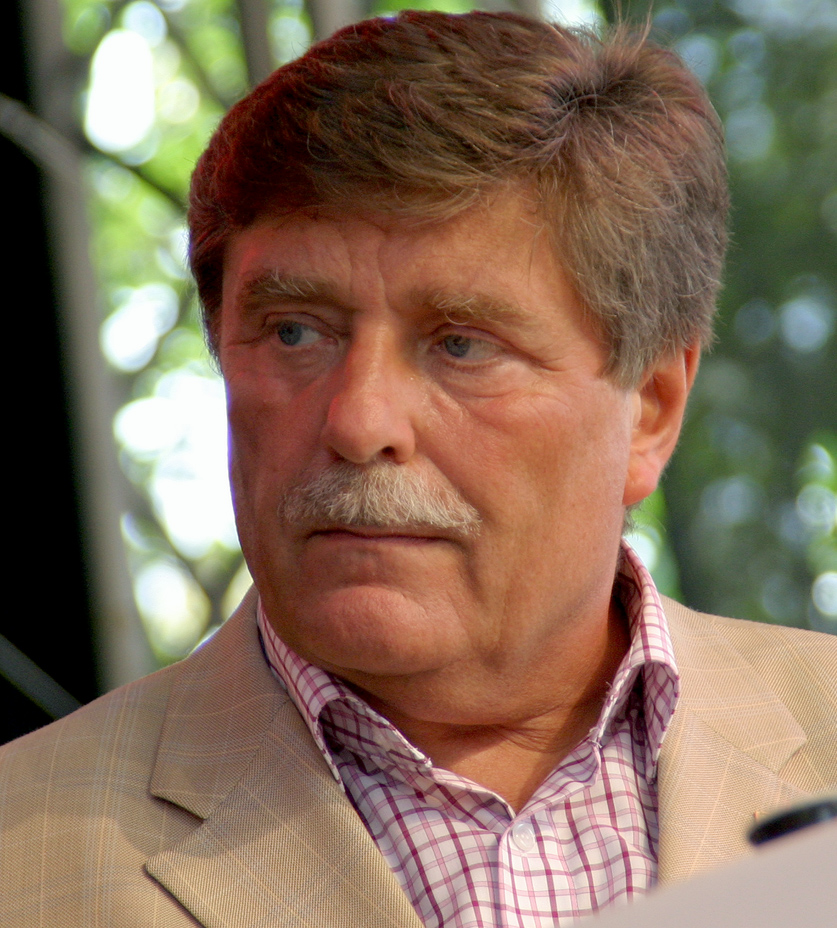
Fritz Schramma (CDU), Oberbürgermeister von Köln 2000–2009
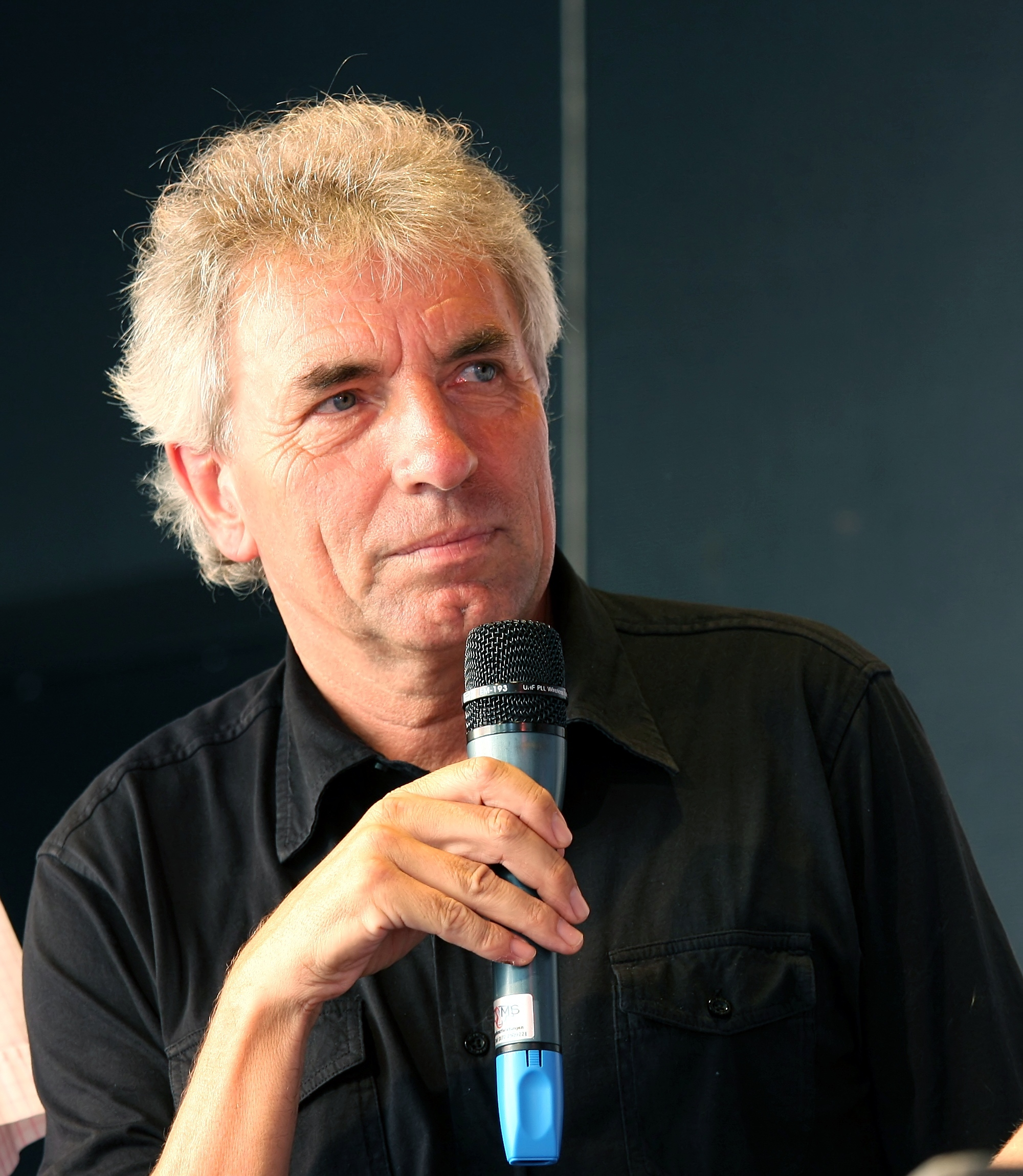
Jürgen Roters (SPD), Oberbürgermeister ab 2009
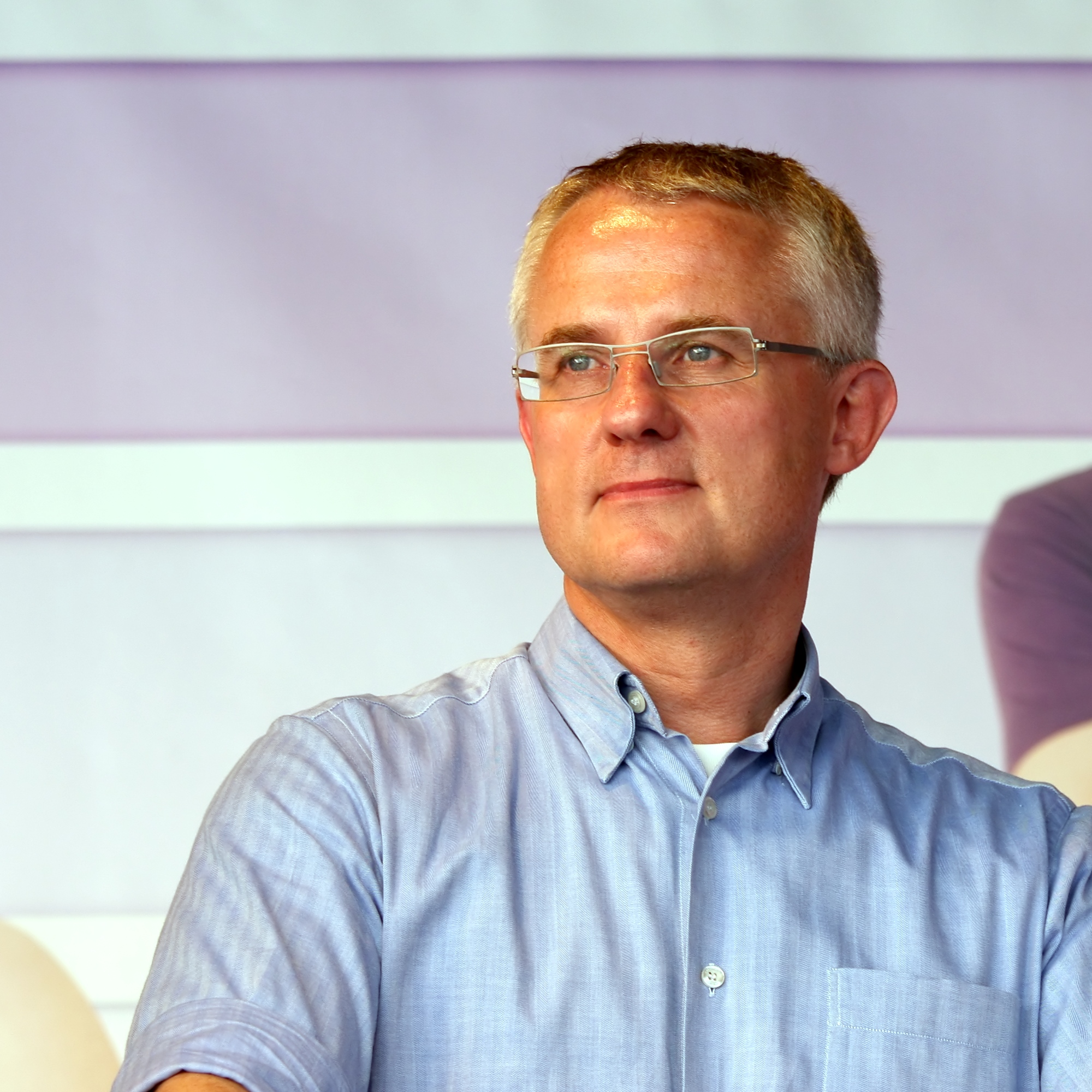
Peter Kurth, Kandidat der CDU
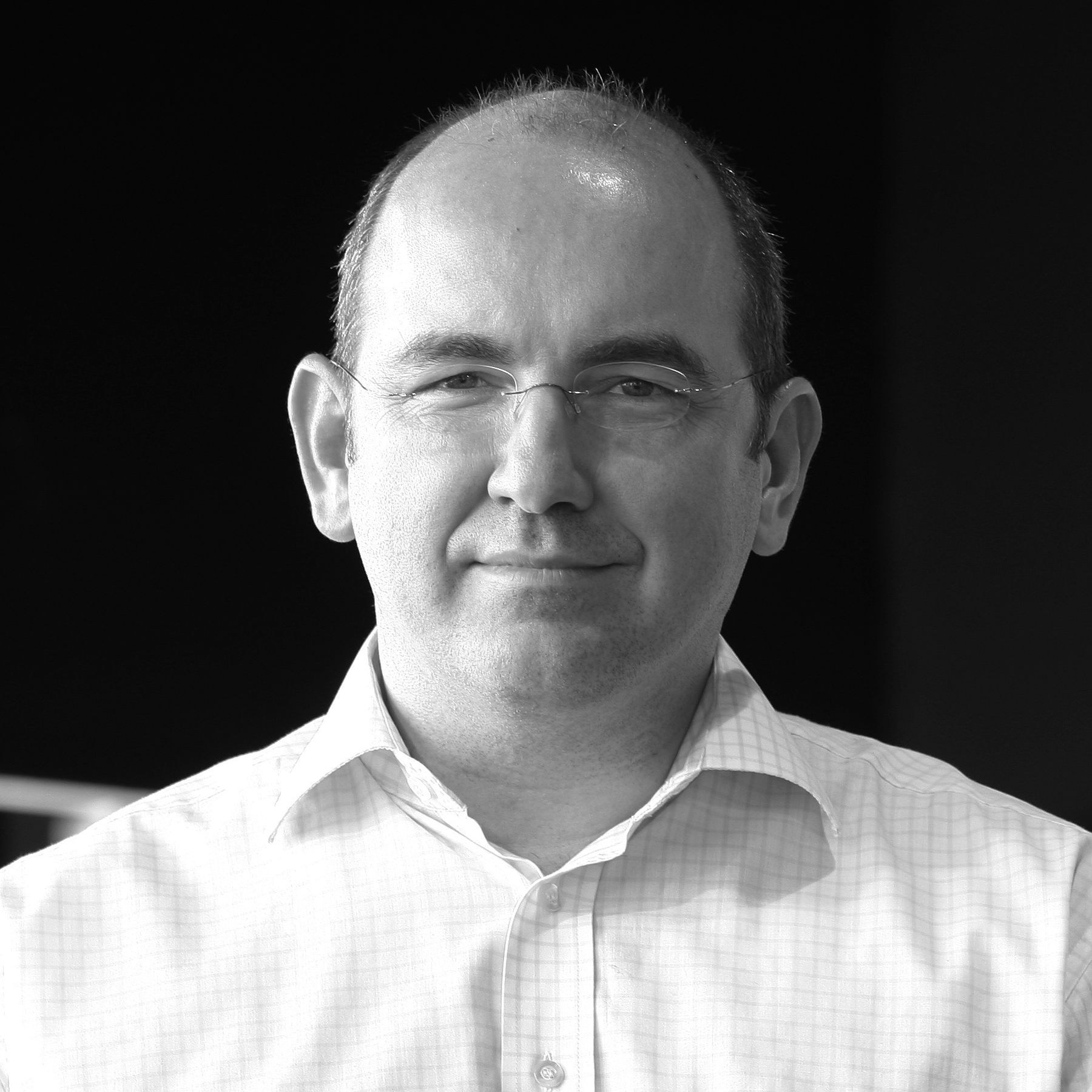
Ralph Sterck, Kandidat der FDP
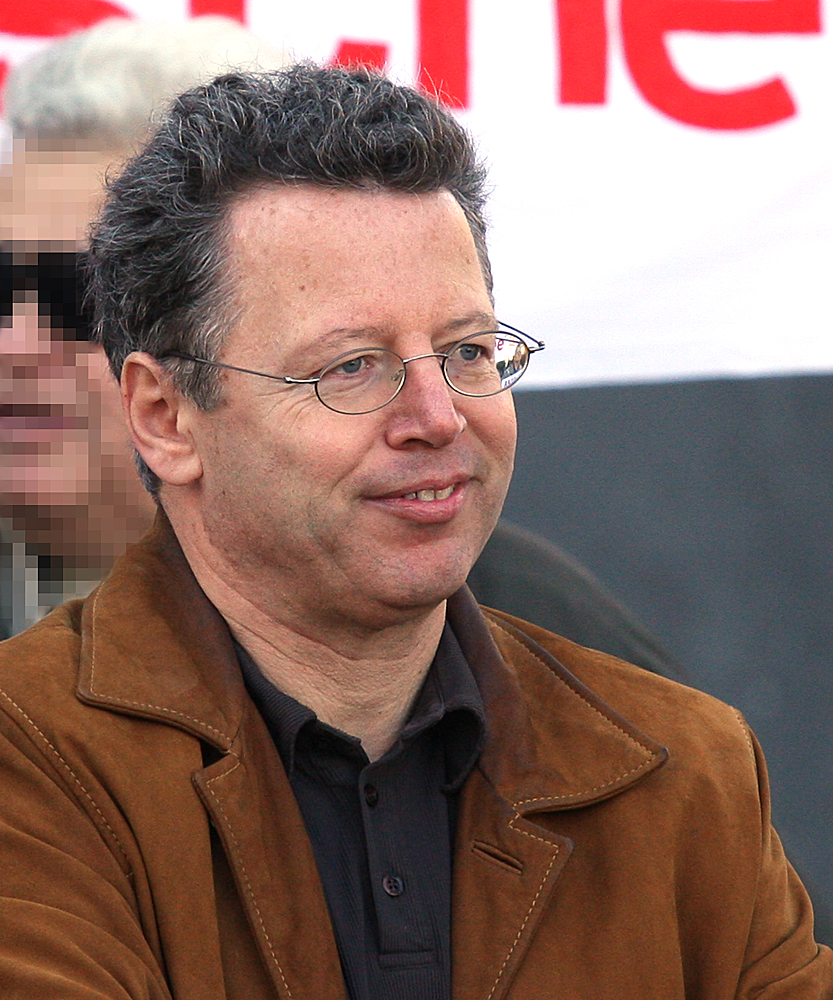
Markus Beisicht, Kandidat von PK

1999 fand die erste Direktwahl des nunmehr hauptamtlichen Oberbürgermeisters statt. Es bewarben sich insgesamt neun Kölner um das Amt, darunter auch zwei Unabhängige.
Nach einer Stichwahl wurde der Kandidat der CDU Harry Blum zum Oberbürgermeister gewählt. Bereits im Jahre 2000 kam es jedoch durch den Tod Blums zu einer Nachwahl. Für die CDU trat der schon kommissarisch tätige OB Fritz Schramma an. In der kurzen Vorlaufzeit bis zur Wahl gelang es nur den großen Parteien SPD (Anke Brunn), Grüne (Barbara Moritz) und FDP (Ralph Sterck), Gegenkandidaten aufzustellen.
Für die Wahl 2009 stellten Grüne und SPD den ehemaligen Kölner Regierungspräsidenten Jürgen Roters als gemeinsamen Kandidaten auf. Die FDP stellte erneut Ralph Sterck auf, der von den Kandidaten die längste Erfahrung in der Kölner Kommunalpolitik hat. Er trat zum dritten Mal als Oberbürgermeisterkandidat an und ist seit der Wahl 1999 Fraktionsvorsitzender der FDP im Rat.
Fritz Schramma gab im Nachgang zum Einsturz des Kölner Historischen Archivs am 29. März 2009 bekannt, dass er nicht mehr zur Wahl antreten wolle. Dadurch hatte die Kölner CDU fünf Monate vor der Wahl keinen OB-Kandidaten mehr, bis mit Peter Kurth ein Kandidat gefunden wurde.
Durch die Nominierung von Kurth kandidierten mit ihm und Sterck gleich zwei Männer für das oberste Amt der Stadt, die sich offen zu ihrer Homosexualität bekannten.
Für das Kölner Bürgerbündnis KBB (Freie Wähler) trat Martin Müser als Kandidat an und für die Bürgerbewegung Pro Köln Markus Beisicht. Damit traten insgesamt fünf Kandidaten zu Wahl an.

### Umfrage zur Kölner Oberbürgermeisterwahl
| Datum           | Institut                           | Auftraggeber                       | Schramma | Schramma | Roters | Roters   | Sterck | Sterck   | and.  | and.    |          |          |
| 29. März 2009   | Omniquest                          | Kölner Stadt-Anzeiger              | 37,6 %   |          | 50 %   |          | 5,3 %  |          | 7,1 % |         |          |          |
|                 |                                    |                                    | Kurth    | Kurth    | Roters | Roters   | Sterck | Sterck   | Müser | Müser   | Beisicht | Beisicht |
| 15. August 2009 | [ 6 ]                              |                                    | 21 %     | Verlust  | 45 %   | Verlust  | 6 %    | Zugewinn | –     | –       | –        | –        |
| August 2009     | [ 7 ]                              | KStA, EXPR.                        | 30,3 %   | Zugewinn | 58,6 % | Zugewinn | 6,3 %  | Zugewinn | 3,2 % |         | 1,3 %    |          |
| August 2009     | Infratest dimap                    | ARD                                | 32 %     | Zugewinn | 56 %   | Zugewinn | 6 %    | Verlust  | 3 %   | Verlust | 3 %      | Zugewinn |
| August 2009     | Abweichung von der letzten Umfrage | Abweichung von der letzten Umfrage | +1,3     | Zugewinn | −1,3   | Verlust  | −0,4   | Verlust  | −1,3  | Verlust | +1,8     | Zugewinn |

### Ergebnisse der Kölner Oberbürgermeisterwahlen seit 1999
| SPD                                                                       | Brunn    | 38,9 | 47,7 | Roters   | 54,7 |
| CDU                                                                       | Schramma | 47,3 | 52,3 | Kurth    | 33,3 |
| FDP                                                                       | Sterck   | 2,0  | –    | Sterck   | 5,6  |
| Pro Köln                                                                  | –        | –    | –    | Beisicht | 4,8  |
| FW-KBB                                                                    | –        | –    | –    | Müser    | 1,7  |
| GRÜNE                                                                     | Moritz   | 9,1  | –    | wie SPD  | –    |
| rundungsbedingte Abweichung der Summe von 100; KBB: Kölner Bürger-Bündnis |          |      |      |          |      |

siehe auch: Liste der Oberbürgermeister der Stadt Köln

## Wahlabend

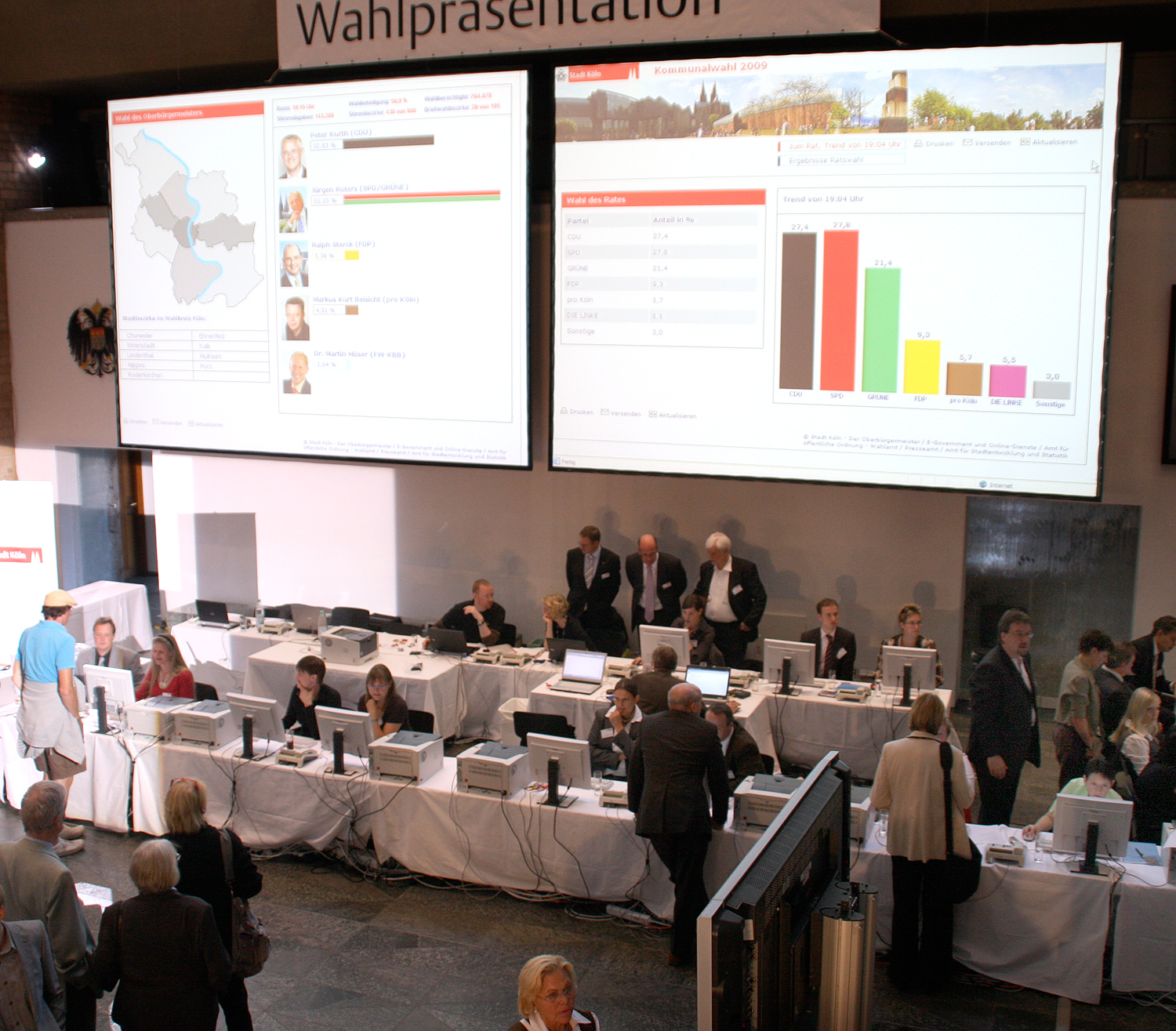
Wahlzentrale im Alten Rathaus von Köln bei den ersten Trends und Hochrechnungen am Wahlabend der Kommunalwahl 2009
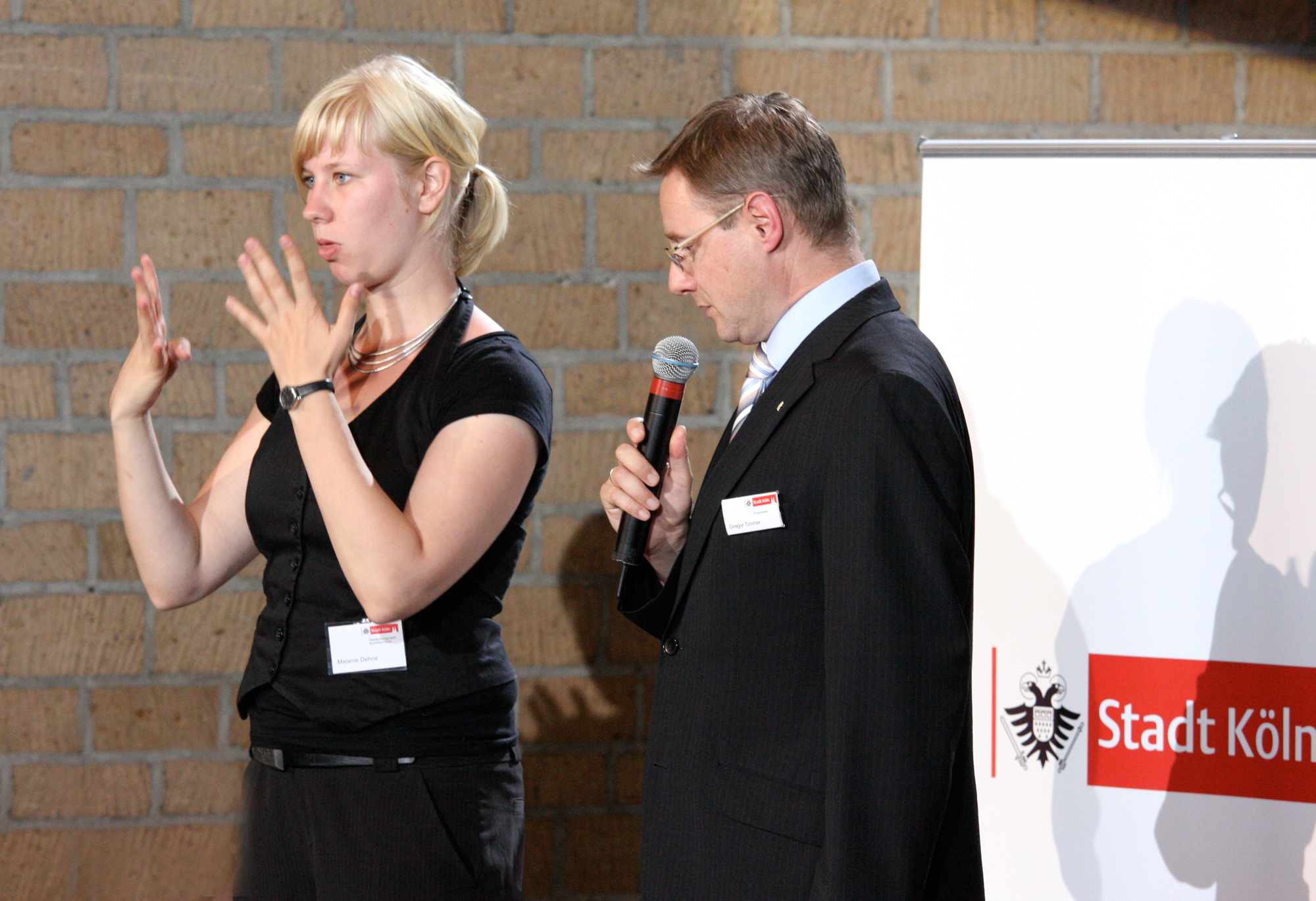
Der Pressesprecher der Stadt Köln, Gregor Timmer und eine Gebärdendolmetscherin verkünden die Hochrechnungen der Kommunalwahl im Alten Rathaus von Köln.
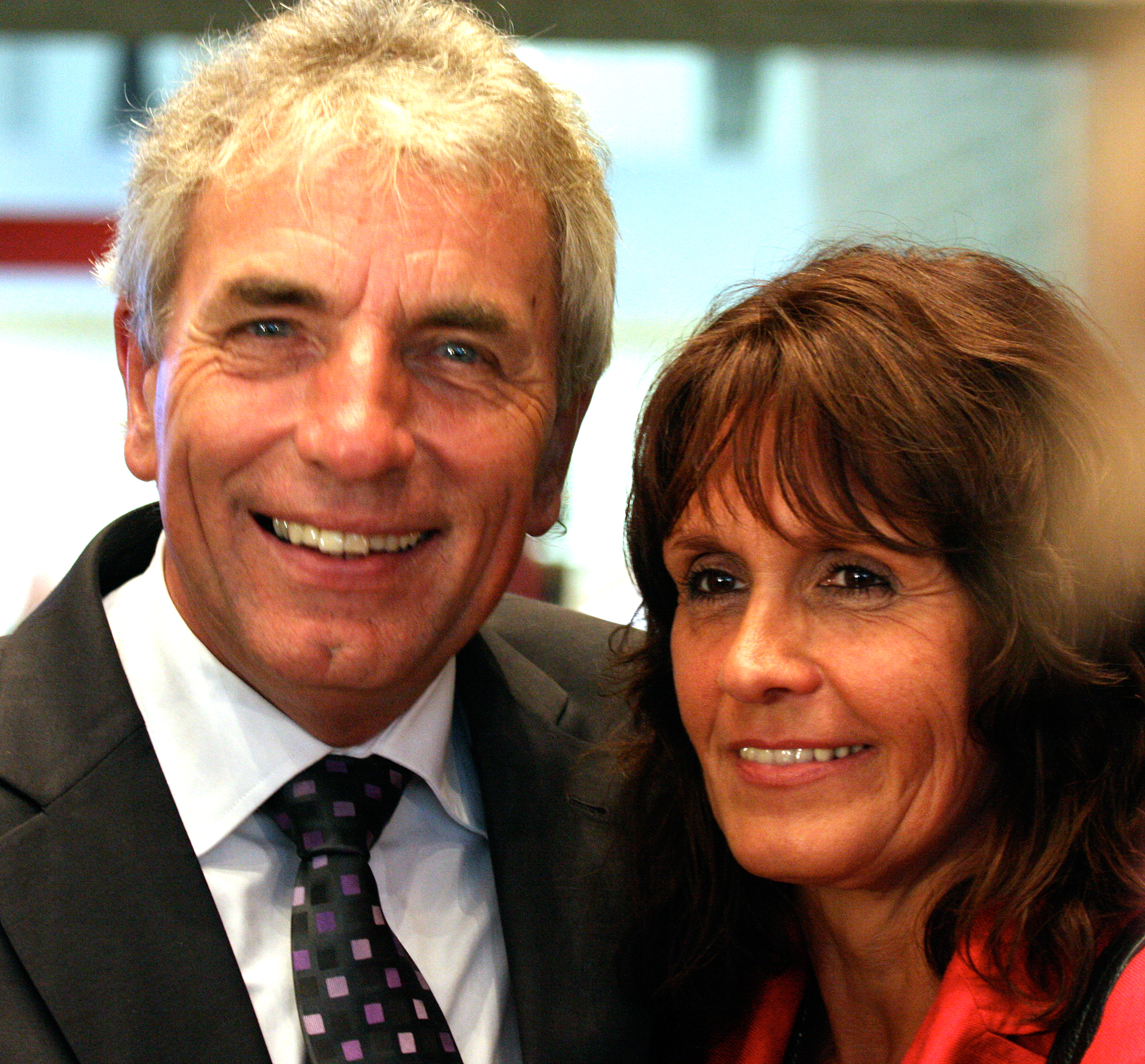
Wahlsieger Jürgen Roters (SPD) zur Wahl des OB in Köln im Alten Rathaus, mit Ehefrau
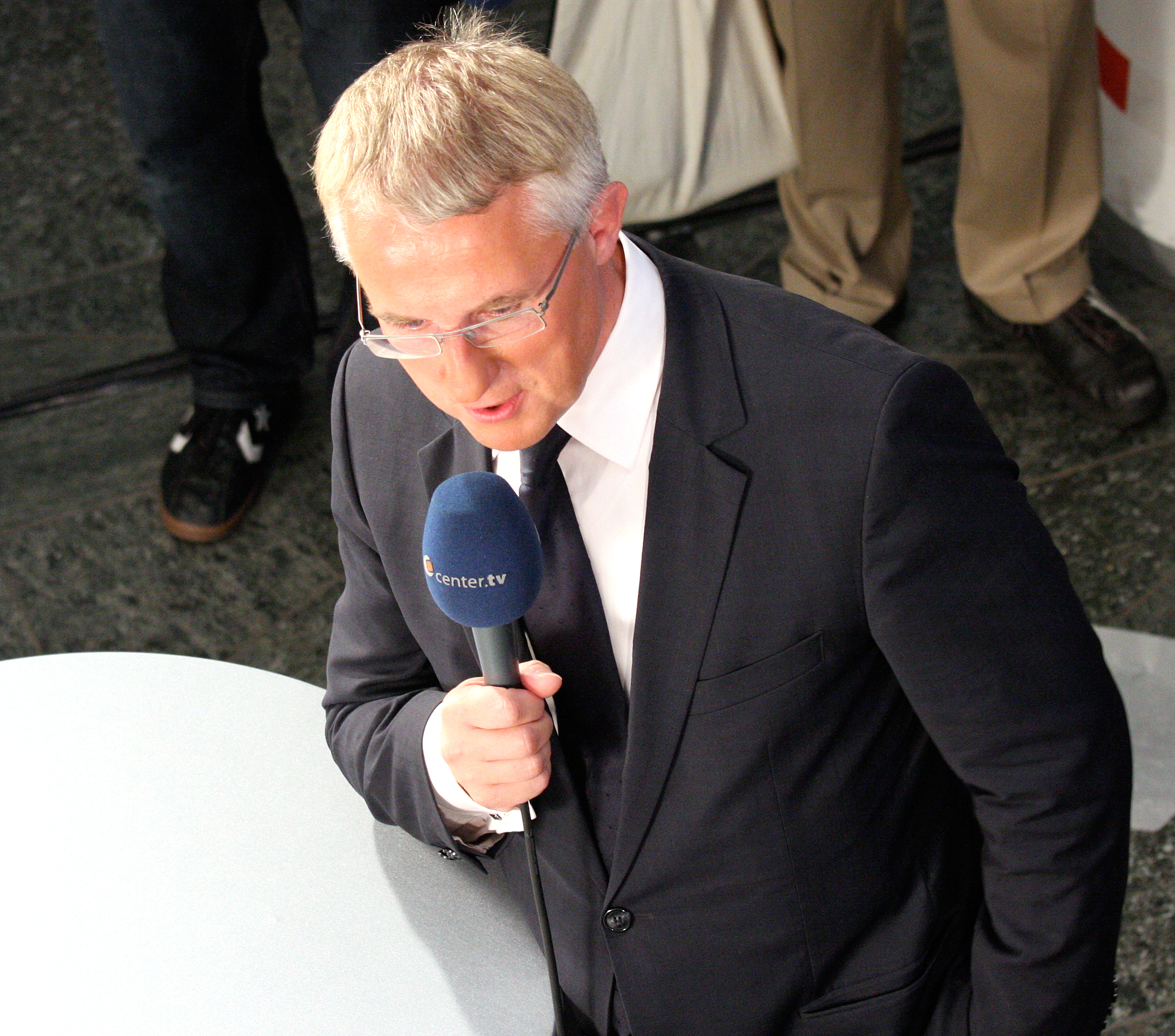
Kommunalwahlen in Köln 2009: der unterlegene CDU-Kandidat Peter Kurth im Interview mit center.tv im Alten Rathaus von Köln
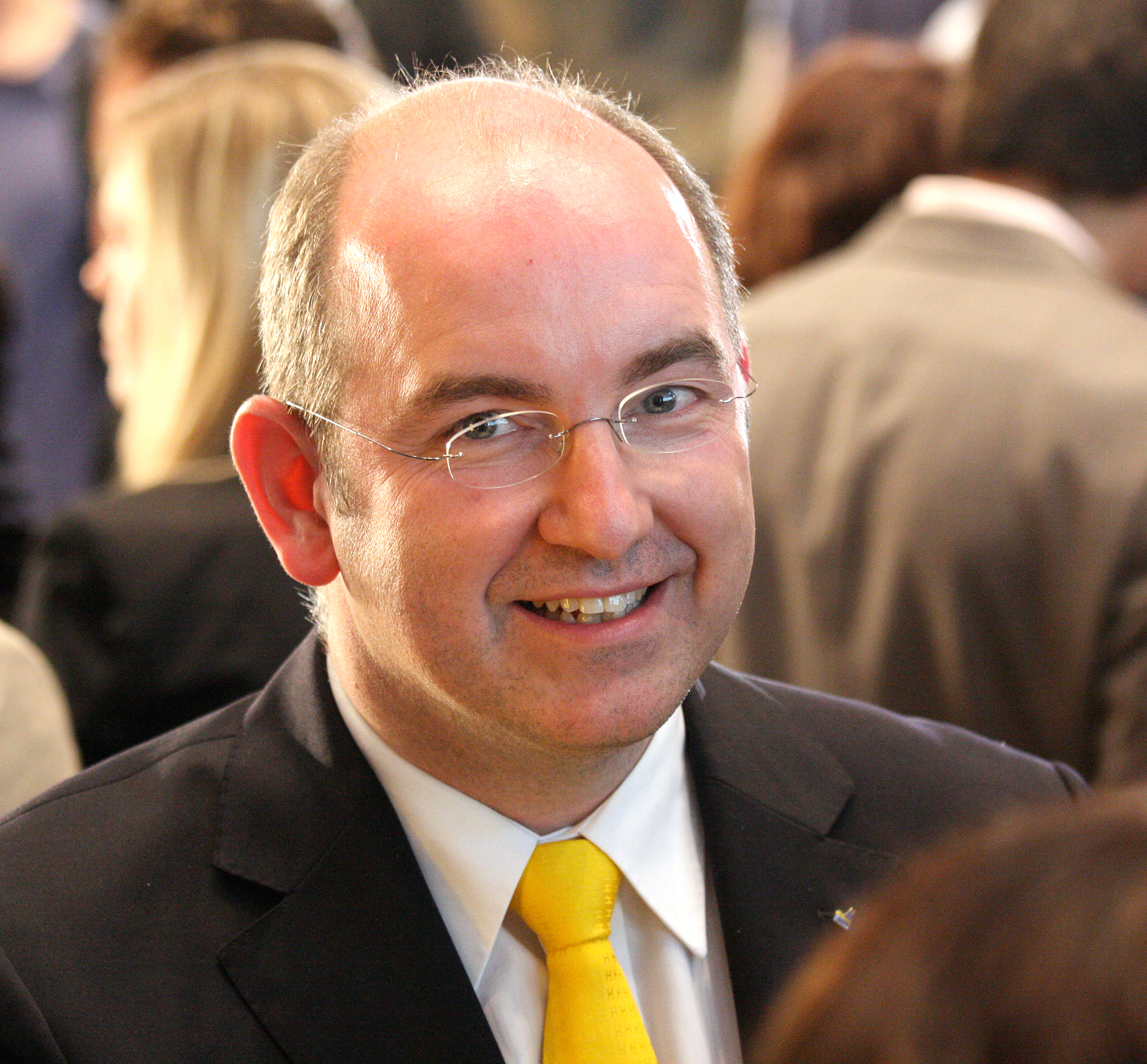
FDP-Kandidat Ralph Sterck am Wahlabend im Alten Rathaus von Köln
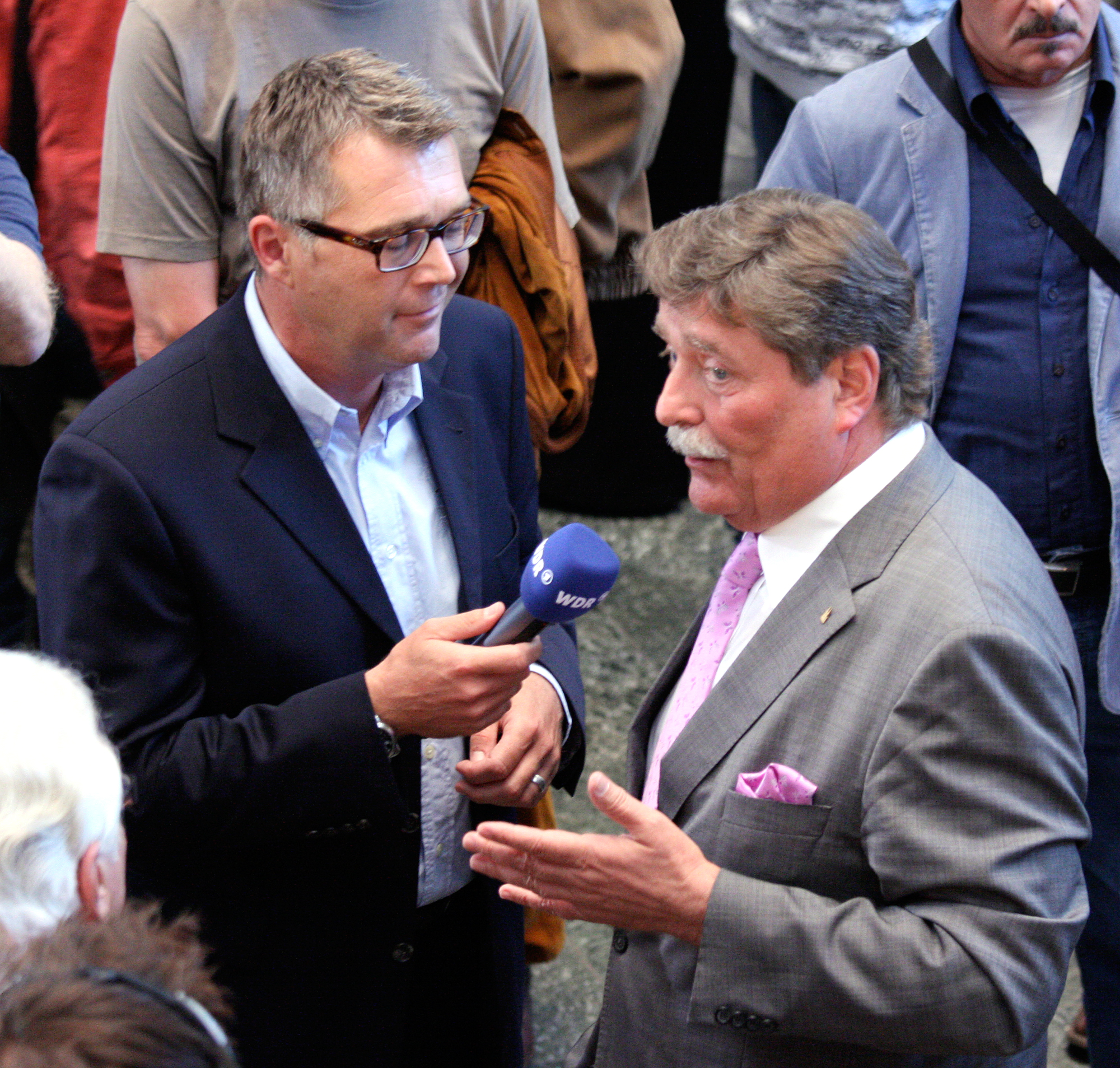
Altbürgermeister Fritz Schramma (CDU) im Interview nach den ersten Hochrechnungen im Alten Rathaus von Köln

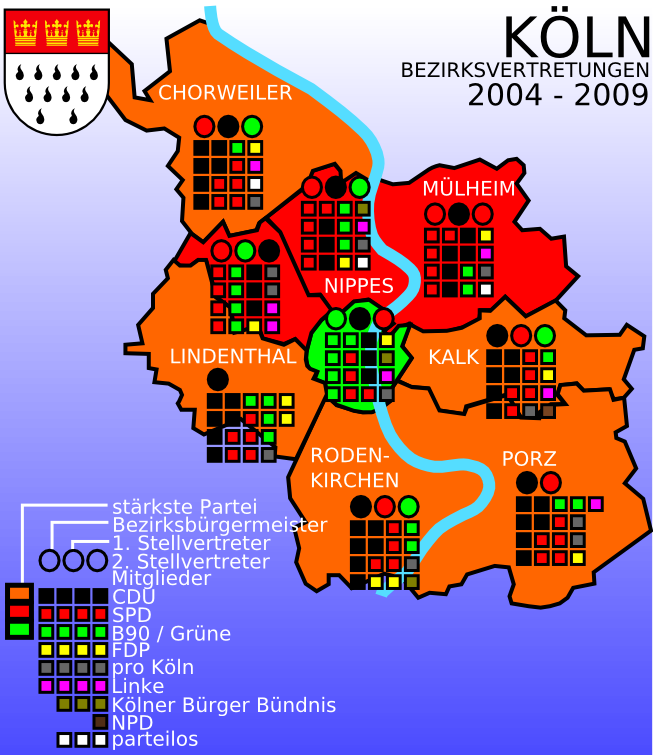
Zusammensetzung der neun Kölner Bezirksvertretungen

## Wahl der Bezirksvertretungen
Die Stadt Köln besteht aus 9 Stadtbezirken, die jeweils über eine 19-köpfige Bezirksvertretung und einen Bezirksbürgermeister, der aus ihrer Mitte gewählt wird, verfügen. Beide Ämter sind Ehrenämter.
Die CDU stellte seit der Wahl im Jahr 2004 vier Bezirksbürgermeister, war aber in fünf Bezirken stärkste Partei. Die SPD war in drei Bezirken stärkste Partei und stellte ebenfalls vier Bezirksbürgermeister. Bündnis 90/Die Grünen wurde im prestigeträchtigen Bezirk Köln-Innenstadt zur stärksten Partei gewählt und stellte dort auch den Bürgermeister.
Von 2004 bis 2009 stellte die CDU mit 53 die meisten Bezirksvertreter gefolgt von der SPD mit 51. Etwas abgeschlagen auf Platz drei landeten Die Grünen mit 30 Vertretern. Auf Platz vier und fünf lagen die FDP mit 11 und die Bürgerbewegung Pro Köln mit 10 Mandatsträgern. Die Linke lag mit 7 Vertretern auf Platz sechs. Auf Platz 7 lag das Kölner Bürger-Bündnis KBB, das in drei Stadtbezirken jeweils einen Vertreter in die Bezirksvertretung entsandte. Das Kölner Bürger-Bündnis bildete mit der FDP in einigen Bezirken Fraktionen. Die NPD entsandte im Bezirk Köln-Kalk ein Mitglied in die Bezirksvertretung. In drei Bezirken gab es unabhängige Bezirksvertreter.

### Wahlergebnis BVs
Bei den Wahlen zu den neun Bezirksvertretungen waren Die Grünen die großen Gewinner, die in allen BVs Wähleranteile und bis auf eine auch Mandate hinzugewinnen konnten. Zu den Gewinnern gehörten auch die FDP und die Linke, die überall hinzugewannen. Pro Köln gewann bis auf eine BV überall Wähleranteile hinzu. Verlierer waren die CDU, die überall verlor, und die SPD, die nur in zwei BVs leicht an Wähleranteilen zulegen konnte. Die Freien Wahler – Kölner Bürgerbündnis verloren ihre drei Mandate und waren in keiner BV mehr vertreten. Ebenso verlor die NPD ihr Mandat in Kalk.
| Bezirksvertretung stadtweit: Sitze | |     |     |       |     |    |       |        |     |     |
| Periode                            | Bezirksbürgermeister | CDU | SPD | Grüne | FDP | PK | Linke | FW-KBB | NPD | BV  |
| 2009–2014                          | CDU-Bezirksbürgermeister · Grüner-Bezirksbürgermeister · Grüner-Bezirksbürgermeister · SPD-Bezirksbürgermeister · SPD-Bezirksbürgermeister · SPD-Bezirksbürgermeister · SPD-Bezirksbürgermeister · SPD-Bezirksbürgermeister · SPD-Bezirksbürgermeister | 50  | 48  | 40    | 14  | 10 | 9     | 0      | 0   | 171 |
| 2004–2009                          | CDU-Bezirksbürgermeister · CDU-Bezirksbürgermeister · CDU-Bezirksbürgermeister · CDU-Bezirksbürgermeister · Grüner-Bezirksbürgermeister · SPD-Bezirksbürgermeister · SPD-Bezirksbürgermeister · SPD-Bezirksbürgermeister · SPD-Bezirksbürgermeister    | 53  | 51  | 30    | 11  | 10 | 7     | 3      | 1   | 171 |

#### 1. Stadtbezirk (Innenstadt)
In Innenstadt gewannen die Grünen stark und bauten ihre Position als stärkste Partei aus. SPD und CDU verloren stark. Die FDP gewann ihr zweites Mandat, das sie 2004 nur um wenige Stimmen verfehlte. Gegen den Stadttrend verlor Pro Köln Wähleranteil, konnten aber ihr Mandat verteidigen. KBB, die 2004 bis 2009 eine BV-Fraktion mit der FDP bildete, verlor ihr Mandat.
| Bezirksvertretung 1 – Innenstadt: Wähleranteil und Sitze |                      |                      |       |       |      |     |      |     |     |     |       |       |     |    |        |        |    |
| Periode                                                  | Bezirksbürgermeister | Bezirksbürgermeister | Grüne | Grüne | SPD  | SPD | CDU  | CDU | FDP | FDP | Linke | Linke | PK  | PK | FW-KBB | FW-KBB | BV |
| 2009–2014                                                | Andreas Hupke        | Grüne                | 37,7  | 7     | 21,7 | 4   | 19,9 | 4   | 9,4 | 2   | 6,0   | 1     | 2,8 | 1  | 1,4    | 0      | 19 |
| 2004–2009                                                | Andreas Hupke        | Grüne                | 30,8  | 6     | 27,6 | 5   | 23,0 | 4   | 7,0 | 1   | 3,8   | 1     | 3,0 | 1  | 2,4    | 1      | 19 |
| 1999–2004                                                |                      |                      | 28,3  |       | 26,8 |     | 33,0 |     | 3,8 |     | 3,7   |       |     |    |        |        | 19 |

#### 2. Stadtbezirk (Rodenkirchen)
In Rodenkirchen verlor die SPD und büßte ein Mandat ein. Die Grünen gewannen Wähleranteil und ein Mandat hinzu und sind nun nach der CDU zweitstärkste Partei. Die Freien Wähler verloren ihr Mandat und die Linke zog erstmals in die BV ein. Die FDP konnte trotz Zugewinn beim Wähleranteil dies nicht in ein drittes Mandat umsetzen. PK verlor gegen den Stadttrend an Wähleranteil, konnte ihr Mandat aber behalten.
| Bezirksvertretung 2 – Rodenkirchen: Wähleranteil und Sitze |                      |                      |      |     |       |       |      |     |      |     |     |    |       |       |        |        |    |
| Periode                                                    | Bezirksbürgermeister | Bezirksbürgermeister | CDU  | CDU | Grüne | Grüne | SPD  | SPD | FDP  | FDP | PK  | PK | Linke | Linke | FW-KBB | FW-KBB | BV |
| 2009–2014                                                  | Mike Homann          | SPD                  | 31,0 | 6   | 23,3  | 5     | 22,5 | 4   | 12,6 | 2   | 3,8 | 1  | 3,8   | 1     | 2,6    | 0      | 19 |
| 2004–2009                                                  | M. Roß-Belkner       | CDU                  | 34,6 | 7   | 17,3  | 3     | 28,1 | 5   | 10,0 | 2   | 4,4 | 1  | 2,1   | 0     | 2,3    | 1      | 19 |

#### 3. Stadtbezirk (Lindenthal)
Wie in Rodenkirchen zogen die Grünen auch in Lindenthal an der SPD vorbei und sind nun nach der CDU zweitstärkste Partei in der BV. Die Linke gewann erstmals ein Mandat.
| Bezirksvertretung 3 – Lindenthal: Wähleranteil und Sitze |                      |                      |      |     |       |       |      |     |      |     |       |       |     |    |    |
| Periode                                                  | Bezirksbürgermeister | Bezirksbürgermeister | CDU  | CDU | Grüne | Grüne | SPD  | SPD | FDP  | FDP | Linke | Linke | PK  | PK | BV |
| 2009–2014                                                | Helga Blömer-Frerker | CDU                  | 32,1 | 6   | 24,4  | 5     | 22,9 | 4   | 12,8 | 2   | 3,1   | 1     | 2,6 | 1  | 19 |
| 2004–2009                                                | Helga Blömer-Frerker | CDU                  | 36,0 | 7   | 20,2  | 4     | 25,2 | 5   | 10,2 | 2   | 1,9   | 0     | 3,0 | 1  | 19 |

#### 4. Stadtbezirk (Ehrenfeld)
In Ehrenfeld konnten die Grünen trotz Hinzugewinne und Verlusten bei der SPD diese nicht als stärkste Partei ablösen. Die CDU verlor stark und liegt nun auf Rang 3. Trotz Gewinnen bei den Wähleranteilen stagnieren FDP, PK und Linke bei je einem Mandat.
| Bezirksvertretung 4 – Ehrenfeld: Wähleranteil und Sitze |                      |                      |      |     |       |       |      |     |     |     |     |    |       |       |    |
| Periode                                                 | Bezirksbürgermeister | Bezirksbürgermeister | SPD  | SPD | Grüne | Grüne | CDU  | CDU | FDP | FDP | PK  | PK | Linke | Linke | BV |
| 2009–2014                                               | Josef Wirges         | SPD                  | 30,0 | 6   | 28,4  | 6     | 19,8 | 4   | 6,7 | 1   | 6,5 | 1  | 5,9   | 1     | 19 |
| 2004–2009                                               | Josef Wirges         | SPD                  | 31,7 | 6   | 22,8  | 5     | 25,7 | 5   | 5,9 | 1   | 5,4 | 1  | 3,9   | 1     | 19 |

#### 5. Stadtbezirk (Nippes)
In Nippes gewannen die Grünen massiv an Wähleranteil. Sie gewannen ein fünftes Mandat. Die Freien Wähler büßten ihres ein.
| Bezirksvertretung 5 – Nippes: Wähleranteil und Sitze |                      |                      |      |     |       |       |      |     |     |     |     |    |       |       |        |        |    |
| Periode                                              | Bezirksbürgermeister | Bezirksbürgermeister | SPD  | SPD | Grüne | Grüne | CDU  | CDU | FDP | FDP | PK  | PK | Linke | Linke | FW-KBB | FW-KBB | BV |
| 2009–2014                                            | Bernd Schößler       | SPD                  | 30,6 | 6   | 25,5  | 5     | 21,9 | 5   | 7,0 | 1   | 6,0 | 1  | 5,3   | 1     | 2,2    | 0      | 19 |
| 2004–2009                                            | Bernd Schößler       | SPD                  | 31,3 | 6   | 19,8  | 4     | 27,4 | 5   | 6,2 | 1   | 5,5 | 1  | 3,7   | 1     | 3,5    | 1      | 19 |

#### 6. Stadtbezirk (Chorweiler)
In Chorweiler verlor die CDU ein Mandat. Grüne und PK gewannen jeweils eins. Chorweiler ist die einzige BV mit zwei Vertretern von PK. Alle anderen Parteien gewannen leicht hinzu, konnten ihr Ergebnis jedoch nicht in Mandatsgewinne umsetzen.
| Bezirksvertretung 6 – Chorweiler: Wähleranteil und Sitze |                         |                      |      |     |      |     |      |     |     |    |     |     |       |       |        |        |    |
| Periode                                                  | Bezirksbürgermeister    | Bezirksbürgermeister | CDU  | CDU | SPD  | SPD | Grü  | Grü | PK  | PK | FDP | FDP | Linke | Linke | unabh. | unabh. | BV |
| 2009–2014                                                | Cornelie Wittsack-Junge | Grüne                | 33,4 | 6   | 31,2 | 6   | 12,9 | 3   | 8,3 | 2  | 7,5 | 1   | 4,2   | 1     |        |        | 19 |
| 2004–2009                                                | J. Kircher              | SPD                  | 38,8 | 7   | 29,8 | 6   | 10,3 | 2   | 7,4 | 1  | 7,3 | 1   | 2,2   | 1     |        | 1      | 19 |

#### 7. Stadtbezirk (Porz)
In Porz verloren CDU und SPD an Wähleranteil und die CDU büßte ein Mandat ein. PK gewann zwar an Wähleranteil, büßte aber ebenfalls ein Mandat ein. Gewinner sind auch in Porz die Grünen und die FDP.
| Bezirksvertretung Porz: Wähleranteil und Sitze |                      |                      |      |     |      |     |       |       |     |     |     |    |       |       |    |
| Periode                                        | Bezirksbürgermeister | Bezirksbürgermeister | CDU  | CDU | SPD  | SPD | Grüne | Grüne | FDP | FDP | PK  | PK | Linke | Linke | BV |
| 2009–2014                                      | Willi Stadoll        | SPD                  | 34,4 | 6   | 30,5 | 6   | 13,3  | 3     | 8,2 | 2   | 7,3 | 1  | 4,2   | 1     | 19 |
| 2004–2009                                      | Horst Krämer         | CDU                  | 38,1 | 7   | 31,4 | 6   | 10,4  | 2     | 7,0 | 1   | 7,1 | 2  | 2,4   | 1     | 19 |

#### 8. Stadtbezirk (Kalk)
Entgegen dem Stadttrend verlor die SPD in Kalk nicht an Wähleranteil und konnte ein Mandat hinzugewinnen. Sie löste damit auch die CDU als stärkste Partei ab. Diese verlor ein Mandat und hat nunmehr sieben. Die Grünen gewannen ein Mandat. FDP, PK und Linke konnten nur an Wähleranteil hinzugewinnen ohne Mandatsgewinn. Die NPD verlor ihr einziges BV-Mandat in Köln und ist jetzt nirgends mehr politisch vertreten.
| Bezirksvertretung 8 – Kalk: Wähleranteil und Sitze |                      |                      |      |     |      |     |       |       |     |     |     |    |       |       |     |     |    |
| Periode                                            | Bezirksbürgermeister | Bezirksbürgermeister | SPD  | SPD | CDU  | CDU | Grüne | Grüne | FDP | FDP | PK  | PK | Linke | Linke | NPD | NPD | BV |
| 2009–2014                                          | Markus Thiele        | SPD                  | 33,0 | 7   | 28,9 | 6   | 14,6  | 3     | 7,6 | 1   | 7,3 | 1  | 5,8   | 1     | 0,6 | 0   | 19 |
| 2004–2009                                          | W. J. Dohm           | CDU                  | 32,9 | 6   | 33,4 | 7   | 12,2  | 2     | 6,4 | 1   | 6,0 | 1  | 3,4   | 1     | 2,0 | 1   | 19 |

#### 9. Stadtbezirk (Mülheim)
In Mülheim verlor die CDU ein Mandat, das an die FDP ging.
| Bezirksvertretung Mülheim: Wähleranteil und Sitze |                      |                      |      |     |      |     |       |       |     |     |     |    |       |       |    |
| Periode                                           | Bezirksbürgermeister | Bezirksbürgermeister | SPD  | SPD | CDU  | CDU | Grüne | Grüne | FDP | FDP | PK  | PK | Linke | Linke | BV |
| 2009–2014                                         | Norbert Fuchs        | SPD                  | 33,0 | 7   | 26,4 | 5   | 17,3  | 3     | 8,0 | 2   | 6,8 | 1  | 6,1   | 1     | 19 |
| 2004–2009                                         | Norbert Fuchs        | SPD                  | 33,6 | 7   | 31,6 | 6   | 14,2  | 3     | 7,1 | 1   | 5,4 | 1  | 3,4   | 1     | 19 |